# 塔索弗拉戈索

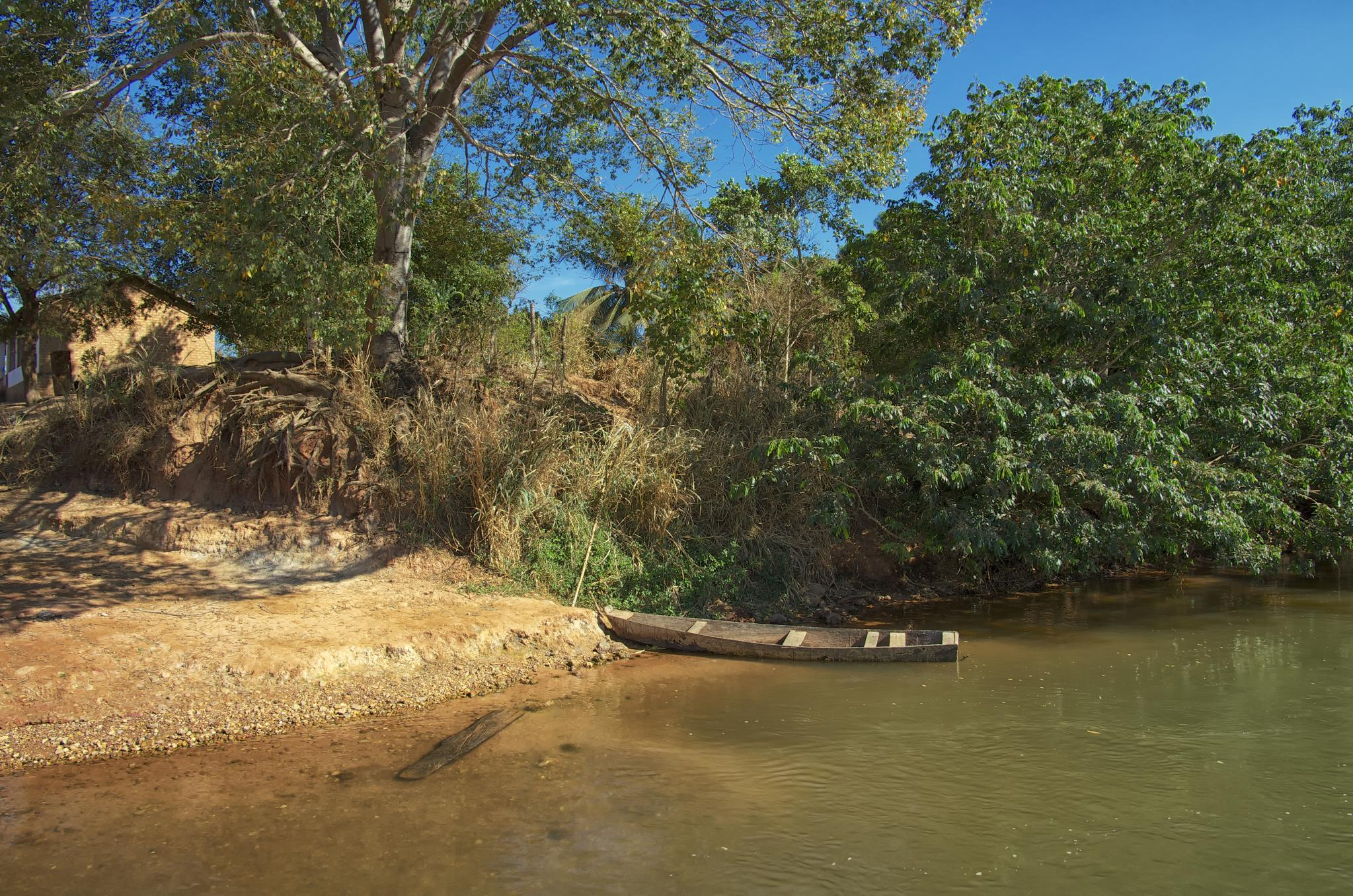
塔索弗拉戈索

塔索弗拉戈索（葡萄牙語：Tasso Fragoso），是巴西的城鎮，位於該國東北部，由馬拉尼昂州負責管轄，始建於1964年12月19日，面積4,383平方公里，海拔高度200米，2010年人口7,796，人口密度每平方公里1.78人。